# Императорские университеты в Японии
В Японской империи существовало девять императорских университетов.
| Название при основании                             | Современное название                              | Год основания |
| -------------------------------------------------- | ------------------------------------------------- | ------------- |
| Императорский университет 帝國大學                 | Токийский университет 東京大学                    | 1886          |
| Киотский императорский университет 京都帝國大學    | Киотский университет 京都大学                     | 1897          |
| Императорский университет Тохоку 東北帝國大學      | Университет Тохоку 東北大学                       | 1907          |
| Императорский университет Кюсю 九州帝國大學        | Университет Кюсю 九州大学                         | 1911          |
| Императорский университет Хоккайдо 北海道帝國大學  | Университет Хоккайдо 北海道大学                   | 1918          |
| Императорский университет Кэйдзё 京城帝國大學      | Сеульский национальный университет 서울대학교     | 1924          |
| Императорский университет Тайхоку 臺北帝國大學     | Тайваньский национальный университет 國立臺灣大學 | 1928          |
| Осакский императорский университет 大阪帝國大學    | Осакский университет 大阪大学                     | 1931          |
| Нагойский императорский университет 名古屋帝國大學 | Нагойский университет 名古屋大学                  | 1939          |